# ŽBK Lokomotiv Moskou
Zjenskij Basketbolnyj kloeb Lokomotiv Moskva (Russisch: Женский баскетбольный клуб Локомотив Москва) was een professionele basketbalclub uit Moskou (Rusland).

## Geschiedenis
Lokomotiv werd opgericht in 1923 met als sponsor de spoorwegen. Het team nam deel aan het eerste nationale kampioenschap in 1937. Voor de oorlog was de club een van de sterkste in de Sovjet-Unie, maar wist nooit kampioen van de Sovjet-Unie te worden. Ze hadden de pech dat Dinamo Moskou zo sterk was. Ze werden vier keer tweede achter Dinamo Moskou. In 1949 wonnen ze eindelijk in de halve finale van Dinamo Moskou, maar in de finale was Dinamo Kiev te sterk. Na een derde plaats in 1951 zakte Lokomotiv langzaam weg. De club verliet de elite basketbalcompetitie in 1954. De grote successen bleven uit en in de jaren 60 hield de club op te bestaan.

## Erelijst
- Landskampioen Sovjet-Unie: 
  - Tweede: 1937, 1939, 1940, 1944, 1949
  - Derde: 1947, 1948, 1950, 1951

## Bekende (oud)-spelers
- - Lidia Aleksejeva
- - Tatjana Beljajeva
- - Valentina Kopylova
- - Raisa Mamentjeva
- - Nina Oerdang
- - Maria Orachelasjvili
- - Jevdokia Rjaboesjkina

## Bekende (oud)-coaches
- - Sergej Beljajev